# Șoimi
Șoimi est une commune roumaine du județ de Bihor, en Transylvanie, dans la région historique de la Crișana et dans la région de développement Nord-Ouest.

## Géographie
La commune de Șoimi est située dans le sud du județ, à la lisière des Monts Codru, sur le Crișul Negru, à 20 km à l'ouest de Beiuș et à 61 km au sud d'Oradea, le chef-lieu du județ.
La municipalité est composée des huit villages suivants, nom hongrois, (population en 2002) :
- Borz, Borz (239) ;
- Codru (257) ;
- Dumbrăvița de Codru, Havasdombró (495) ;
- Poclușa de Beiuș, Havaspoklos (117) ;
- Sânnicolau de Beiuș, Belényesszentmiklós (153) ;
- Șoimi, Sólyom (746), siège de la commune ;
- Ursad, Urszád (208) ;
- Urviș de Beiuș, Belényesörvényes (796).

## Histoire
La première mention écrite du village de Șoimi date de 1487 sous le nom hongrois de Solyond.
La commune, qui appartenait au royaume de Hongrie, en a donc suivi l'histoire.
Après le compromis de 1867 entre Autrichiens et Hongrois de l'empire d'Autriche, la principauté de Transylvanie disparaît et, en 1876, le royaume de Hongrie est partagé en comitats. Șoimi intègre le comitat de Bihar (Bihar vármegye).
À la fin de la Première Guerre mondiale, l'Empire austro-hongrois disparaît et la commune rejoint la Grande Roumanie au traité de Trianon.
En 1940, à la suite du deuxième arbitrage de Vienne, elle n'est pas annexée par la Hongrie et reste en territoire roumain.

## Politique
| Période                                  | Période  | Identité    | Étiquette     | Qualité |
| ---------------------------------------- | -------- | ----------- | ------------- | ------- |
| Les données manquantes sont à compléter. |          |             |               |         |
|                                          | 2012     | Eugen Iovan | PSD           |         |
| 2012                                     | En cours | Ioan Vaida  | PDL, puis PNL |         |

| Parti | Parti                                                 | Sièges |
| ----- | ----------------------------------------------------- | ------ |
|       | Parti national libéral (PNL)                          | 5      |
|       | Parti social-démocrate (PSD)                          | 3      |
|       | Alliance des libéraux et démocrates (ALDE)            | 2      |
|       | Union nationale chrétienne démocrate de Roumanie      | 2      |
|       | Union nationale pour le progrès de la Roumanie (UNPR) | 1      |

## Religions
En 2002, la composition religieuse de la commune était la suivante :
- Chrétiens orthodoxes, 86,31 % ;
- Pentecôtistes, 10,42 % ;
- Baptistes, 2,59 %.

## Démographie
En 1910, à l'époque austro-hongroise, la commune comptait 4 154 Roumains (96,29 %), 126 Hongrois (2,92 %) et 2 Allemands (0,05 %),.
En 1930, on dénombrait 4 510 Roumains (95,71 %), 53 Hongrois (1,12 %), 29 Juifs (0,67 %) et 112 Roms (2,38 %).
En 2002, la commune comptait 2 527 Roumains (83,92 %), 476 Roms (15,80 %) et 7 Hongrois (0,23 %). On comptait à cette date 978 ménages et 978 logements.
| 1880  | 1890  | 1900  | 1910  | 1920  | 1930  | 1941  | 1956  | 1966  |
| ----- | ----- | ----- | ----- | ----- | ----- | ----- | ----- | ----- |
| 3 426 | 3 851 | 3 907 | 4 314 | 4 333 | 4 712 | 4 764 | 4 565 | 4 317 |

| 1977  | 1992  | 2002  | 2007  | - | - | - | - | - |
| ----- | ----- | ----- | ----- | - | - | - | - | - |
| 3 930 | 3 411 | 3 011 | 2 881 | - | - | - | - | - |

## Économie
L'économie de la commune repose sur l'agriculture, l'élevage et l'exploitation des forêts.

## Communications

### Routes
Șoimi est située sur la route régionale DJ709A qui al relie à Beiuș à l'est et à Cociuba Mare à l'ouest.

### Voies ferrées
Șoimi est desservie par la ligne des Chemins de fer roumains Ciumeghiu-Vașcău.

## Lieux et monuments

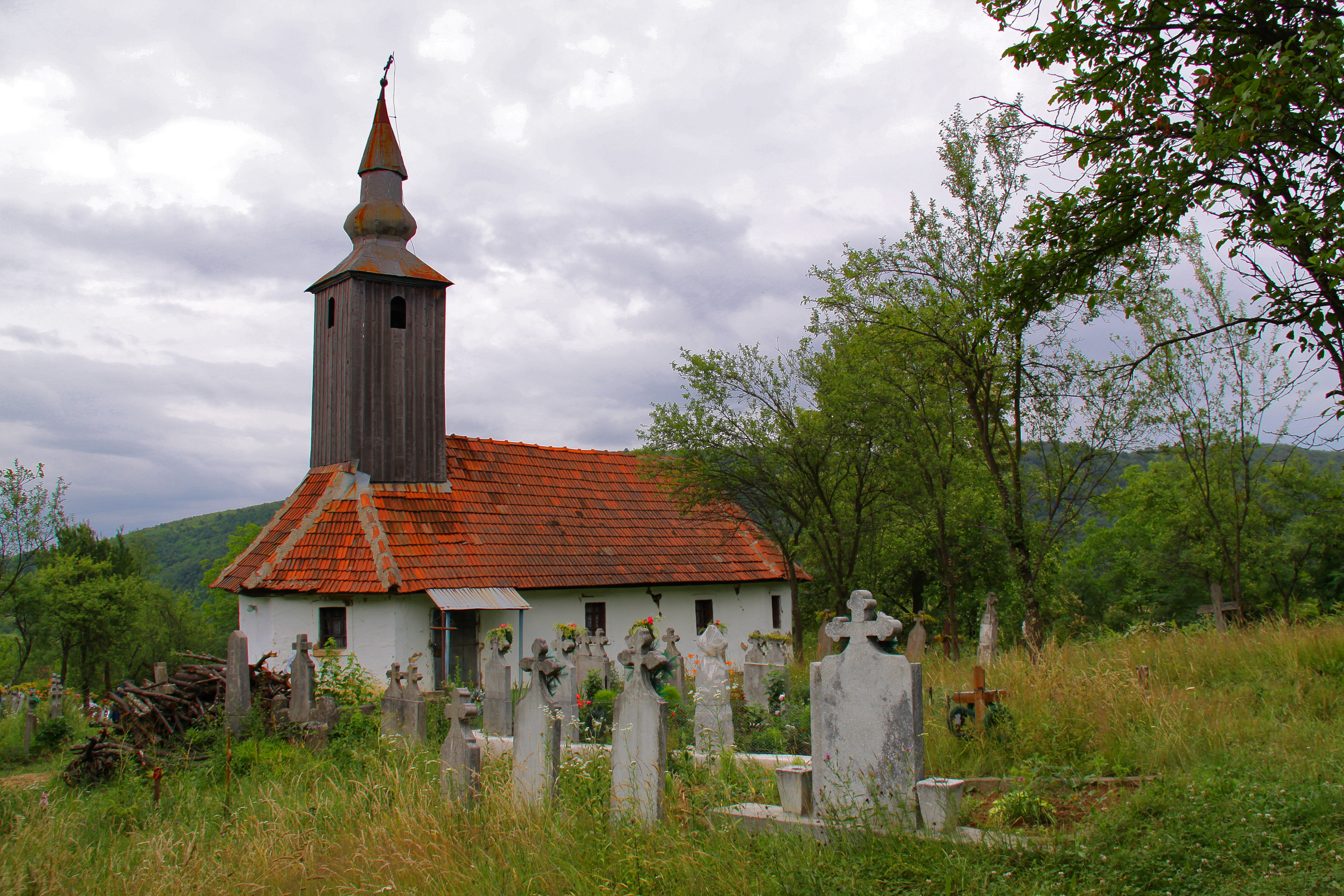
Église et cimetière de Șoimi

- Borz, réserve naturelle "Dealul Păcău" (15 ha) ;
- Borz, défilé du Crișul Negru ;
- Dumbravița de Codru, église orthodoxe datant de 1856[7] ;
- Șoimi, église orthodoxe en bois des Sts Archanges datant consacrée en 1786, classée monument historique[7] ;
- Sânnicolau de Beiuș, ruines de la demeure familiale des Borșa et d'un complexe monastique.